# Demetrio Carceller Segura
Demetrio Carceller Segura (Las Parras de Castellote, 22 de diciembre de 1894-Madrid, 16 de noviembre de 1971) fue un ingeniero textil y político español. Fue ministro de Industria y de Comercio en el segundo gabinete de Franco y asesoró al dictador sobre la necesidad de una aproximación a los Estados Unidos.

## Biografía
Nació en el municipio turolense de Las Parras de Castellote el 22 de diciembre de 1894, si bien pasó su infancia y juventud en Cataluña.
Carceller estudió en Tarrasa la carrera de ingeniero textil. Se inició como técnico en el mundo comercial del petróleo en la refinería Sabadell y Henry de Cornellà (Barcelona). Participó en la creación del monopolio de CAMPSA en 1927 y fue junto a los hermanos Recasens el fundador de CEPSA en 1929. Según Richard Wigg, Carceller supo ver el futuro inmediato y la enorme rentabilidad que en los años sucesivos podía alcanzar la industria del refinado de petróleo. Fue en este camino donde alcanzó su éxito económico, antes de acceder al ministerio en 1940. Para Max Gallo, era germanófilo como casi todo el mundo pero con vivo sentido de las realidades mundiales. Así Beaulac, destacado testigo de los momentos importantes de las relaciones hispano-norteamericanas, le consideraba como un germanófilo inicial que se volvió aliadófilo al contacto con la realidad.

### Guerra Civil
La guerra le sorprendió en zona republicana de la que logró evadirse, participando posteriormente en la comisión de Industria y Comercio de la Junta de Defensa de Burgos.

### Dictadura franquista
El 13 de septiembre de 1940 Ramón Serrano Súñer partía hacia Alemania acompañado de una serie de personas inclinadas en favor del nacionalsocialismo, en este séquito figura Demetrio Carceller Segura junto con Miguel Primo de Rivera, Dionisio Ridruejo, Antonio Tovar, Manuel Halcón y Manuel Mora-Figueroa. Como experto en cuestiones económicas de esta comisión analizó las intenciones alemanas de suplantar la influencia que Francia e Inglaterra ejercían en España, señalando como España no había luchado para escapar a una dependencia y venir ahora a caer en otra. Su opinión influyó en la entrevista entre Serrano Súñer y Von Ribbentrop celebrada el 27 de septiembre que concluyó con la no adhesión de España al Pacto Tripartito.
El día 17 de octubre de 1940 sustituyó en la cartera de Industria y de Comercio a Luis Alarcón de la Lastra. Inmediatamente viajó a Berlín acompañando a Serrano Súñer a fin de preparar un proyecto de tratado con Alemania e Italia en un período de aguda tensión.
El 6 de agosto de 1941 se entrevistó con Willard L. Beaulac, consejero de la embajada norteamericana, proponiéndole la introducción de sus productos para pasarlos luego de contabando a Alemania y dar así impresión de colaboración. A principios de septiembre parte hacia Alemania con objeto de pedir ayuda. Según Francisco Contreras, "salvo su nacionalismo español antiliberal y autoritario, [Carceller] apenas coincidía con la doctrina nacionalsindicalista, ni siquiera citaba en sus primeros discursos a José Antonio” . No puede ser considerado un autárquico y, en ese contexto, más que un germanófilo fue un negociador: “Con los diplomáticos alemanes, con los británicos y, en menor medida, con los norteamericanos, Carceller se reveló como un negociador posibilista: sus dos tácticas eran ganar tiempo dada la débil posición del país y hacer valer en el tablero de la guerra las escasas bazas de que disponía, la comercial frente a los alemanes –el wolframio- y la política frente a los aliados –la neutralidad-“.
El periodista Ramón Garriga, enemigo absoluto del general Franco escribió:

«...A partir de 1942, o mejor después del desembarco aliado en África del Norte, la economía española mejora considerablemente, llegándose a estabilizar casi el coste de la vida. Este cambio se debe a la política más inteligente de Madrid, especialmente la que practicaba el ministro Demetrio Carceller, quien, desengañado respecto a las posibilidades alemanas, empieza a inclinarse del lado de los Estados Unidos y Gran Bretaña...»

Desde la instalación de los aliados en el norte de África resulta imprescindible la adquisición de armas, si Alemania no puede se intentará obtenerlas de Inglaterra o Estados Unidos. Franco alarmado, entregó el mando de las fuerzas de Marruecos al general Yagüe mientras encomendaba a Demetrio Carceller la negociación de un tratado comercial para resolver urgente necesidad de armas.
Coincidiendo con la conmemoración del golpe de Estado de 1936 se celebró en julio de 1943 un pleno en las Cortes franquistas en el que Carceller presentó un informe acerca de la situación económica, el ministro estaba interesado en deshacer un espejismo:

«...podría llegar a creerse, que al estabilizar el comercio con el exterior, equilibrar la balanza de pagos y poner fin a las angustiosas deudas públicas del pasado, el país había obtenido, por fin, una situación económica satisfactoria. Pero esto no es así. La situación es preocupante, pues una de las causas fundamentales del equilibrio comercial es la reducción drástica de las importaciones y del consumo, lo cual significaba para los españoles una vida más pobre...»

Industrial Cervecera Sevillana fue creada en 1957 y tuvo varios años como presidente y vicepresidente al exministro Demetrio Carceller y a Carlos Rein Segura.

## Familia
Demetrio Carceller Segura fue el padre de Demetrio Carceller Coll –quien presidió durante una larga etapa el Banco Comercial Transatlántico (absorbido por el Deutsche Bank)– y abuelo de Demetrio Carceller Arce, nacido en 1962, quien posee una de las mayores fortunas de España. Demetrio Carceller Arce es consejero y accionista de Sacyr (6,04%), consejero de Gas Natural y presidente y accionista, con el 23%, de la cervecera S.A. Damm, presidente de la petrolera Disa además de accionista de Sacyr, Gas Natural, Ebro y CLH.

## Escritos
- El petróleo y sus repercusiones en la economía de los pueblos. Club Español de la Energía.
- Conferencia en el Círculo de la Unión Mercantil e Industrial. Sobre el tema genérico: problemas económicos internos y externos que se plantearán a España a la terminación de la guerra y soluciones posibles que pueden resolverlos. Madrid, Gráficas Diana,1944.
- Die wirtschaftliche lage Spaniens, Madrid, 1944.
- La Situación económica en España, Madrid, Publicaciones de la Dirección General de Comercio y Política Arancelaria, 1943.

## Reconocimientos
- Gran Cruz de la Orden de Isabel la Católica (1941)[21]
- Gran Cruz (con distintivo blanco) de la Orden del Mérito Militar (1943)[22]
- Gran Cruz (con distintivo blanco) del Mérito Naval (1944)[23]
- Gran Cruz de la Orden de Cisneros (1944)[24]
- Gran Cruz de la Orden de Carlos III (1945)[25]